# 清水河省立公園
清水河省立公園（英文：Clearwater River Provincial Park）為加拿大薩斯喀徹溫省北部針葉林區的一處荒野型省立公園。公園自清水河上之勞埃德湖南端起橫跨清水河兩岸，一直延伸至與亞伯達省接壤之邊界。
公園境內包含歷史悠久的梅西搬運道（Methye Portage, 或又稱Portage La Loche）。
該搬運道於1933年被列為加拿大國家歷史遺址，而清水河則因其對加拿大歷史的重要貢獻，於1986年被指定為加拿大遺產河流。
清水河省立公園亦提供獨木舟愛好者第2至第4級的激流。

## References
1. ↑  Government of Canada, Natural Resources Canada. . www4.rncan.gc.ca.
2. ↑  Government of Canada, Natural Resources Canada. . www4.rncan.gc.ca.   [2025-07-21]. （原始内容存档于2016-03-03）.
3. ↑  . The Encyclopedia of Saskatchewan. University of Regina.   [20 September 2022]. （原始内容存档于20 September 2022）.
4. ↑  .   [2014-08-29]. （原始内容存档于2016-03-03）.
5. ↑  .   [2012-10-13]. （原始内容存档于2022-10-28）.
6. ↑  .   [2012-10-14]. （原始内容存档于2012-08-03）.
7. ↑  .   [2012-10-14]. （原始内容存档于2012-09-06）.
8. ↑  .   [2012-10-14]. （原始内容存档于2012-07-25）.